# Đorđe Babić
Đorđe Babić (in serbo Ђорђе Бабић?; Užice, 4 agosto 2000) è un calciatore serbo, attaccante svincolato.

## Caratteristiche tecniche
È un'ala sinistra.

## Carriera
Cresciuto nel settore giovanile dello Sloboda Užice, debutta in prima squadra il 19 agosto 2017 in occasione dell'incontro di Prva Liga Srbija vinto 1-0 contro il Proleter Novi Sad; nel gennaio del 2018 viene acquistato dallo Mladost Lučani, che lo lascia in prestito al vecchio club fino al termine della stagione.
Il 9 marzo 2019 esordisce nella prima divisione serba giocando il match perso 1-0 contro il Radnički Niš.

## Statistiche
Statistiche aggiornate al 3 aprile 2021.

### Presenze e reti nei club
| Stagione        | Squadra         | Campionato      | Campionato | Campionato | Coppe nazionali | Coppe nazionali | Coppe nazionali | Coppe continentali | Coppe continentali | Coppe continentali | Altre coppe | Altre coppe | Altre coppe | Totale | Totale | Totale |
| Stagione        | Squadra         | Comp            | Pres       | Reti       | Comp            | Pres            | Reti            | Comp               | Pres               | Reti               | Comp        | Pres        | Reti        | Pres   | Reti   |        |
| --------------- | --------------- | --------------- | ---------- | ---------- | --------------- | --------------- | --------------- | ------------------ | ------------------ | ------------------ | ----------- | ----------- | ----------- | ------ | ------ | ------ |
| 2017-2018       | Sloboda Užice   | PL              | 24         | 1          | CS              | 1               | 0               |                    | -                  | -                  |             | -           | -           | 25     | 1      |        |
| 2018-2019       | Mladost Lučani  | SL              | 1          | 0          | CS              | 1               | 0               |                    | -                  | -                  |             | -           | -           | 2      | 0      |        |
| 2019-2020       | Mladost Lučani  | SL              | 5          | 2          | CS              | 2               | 0               |                    | -                  | -                  |             | -           | -           | 7      | 2      |        |
| 2020-2021       | Mladost Lučani  | SL              | 19         | 1          | CS              | 2               | 0               |                    | -                  | -                  |             | -           | -           | 21     | 1      |        |
| Totale carriera | Totale carriera | Totale carriera | 49         | 4          |                 | 6               | 0               |                    | -                  | -                  |             | -           | -           | 55     | 4      |        |